# Хімічний факультет Київського національного університету імені Тараса Шевченка
Хімічний факультет — підрозділ Київського національного університету імені Тараса Шевченка (КНУ ім.Т. Шевченка), що проводить підготовку спеціалістів хіміків. Випускає бакалаврів та магістрів зі спеціальності 102 Хімія. Випускники факультету працюють в академічних та комерційних установах різноманітного профілю (органічна, неорганічна та фізична хімія, хімія полімерів, фармацевтична індустрія, судово-медична експертиза, матеріалознавство, медицина, агрохімія, харчова промисловість тощо).
Заснований 1901 року як хімічне відділення Київського університету, 1933 року відокремився в окремий факультет.

## Історія факультету
Хімія викладається в університеті з часу його створення. Кафедра хімії, мінералогії та геології входила до складу фізико-математичного відділення серед його восьми кафедр.
З ініціативи професорів I.А. Тютчева та П. П. Алексєєва 1873 року було побудовано двоповерхову хімічну лабораторію, згодом добудували третій поверх. Нині — це будівля «старого» корпусу факультету.
1891 року засновується хіміко-неорганічне відділення лабораторії, реорганізоване 1894 року у кафедру неорганічної хімії. Першим її завідувачем був Я. М. Барзиловський. Двома роками раніше у самостійну кафедру відділилось органічне відділення. Її очолив С. М. Реформатський.
На початку ХХ століття було прибудоване нове чотириповерхове приміщення для кафедри неорганічної хімії та створено хімічне відділення, що складалося з двох кафедр. З відновленням Київського університету в 1933 році відкрито окремий хімічний факультет з чотирма кафедрами: неорганічної, аналітичної, органічної, фізичної і колоїдної хімії.
У 60-х роках завершилося будівництво п'ятиповерхового корпусу факультету, обладнано нові лабораторії. На той час існувало сім кафедр. У ці роки збільшився набір студентів від 50 до 100, функціонувало вечірнє відділення.
З 2000 року щорічно на факультеті проводиться Всеукраїнська наукова конференція студентів і аспірантів «Сучасні проблеми хімії».

## Особливості навчання
Навчання ведеться за кваліфікаційними рівнями: бакалавр, магістр. Кількість студентів на бюджетній формі навчання становить близько 100 осіб, існує контрактна форма.
Спеціалізація починається з п'ятого семестру.

## Науково-викладацький склад

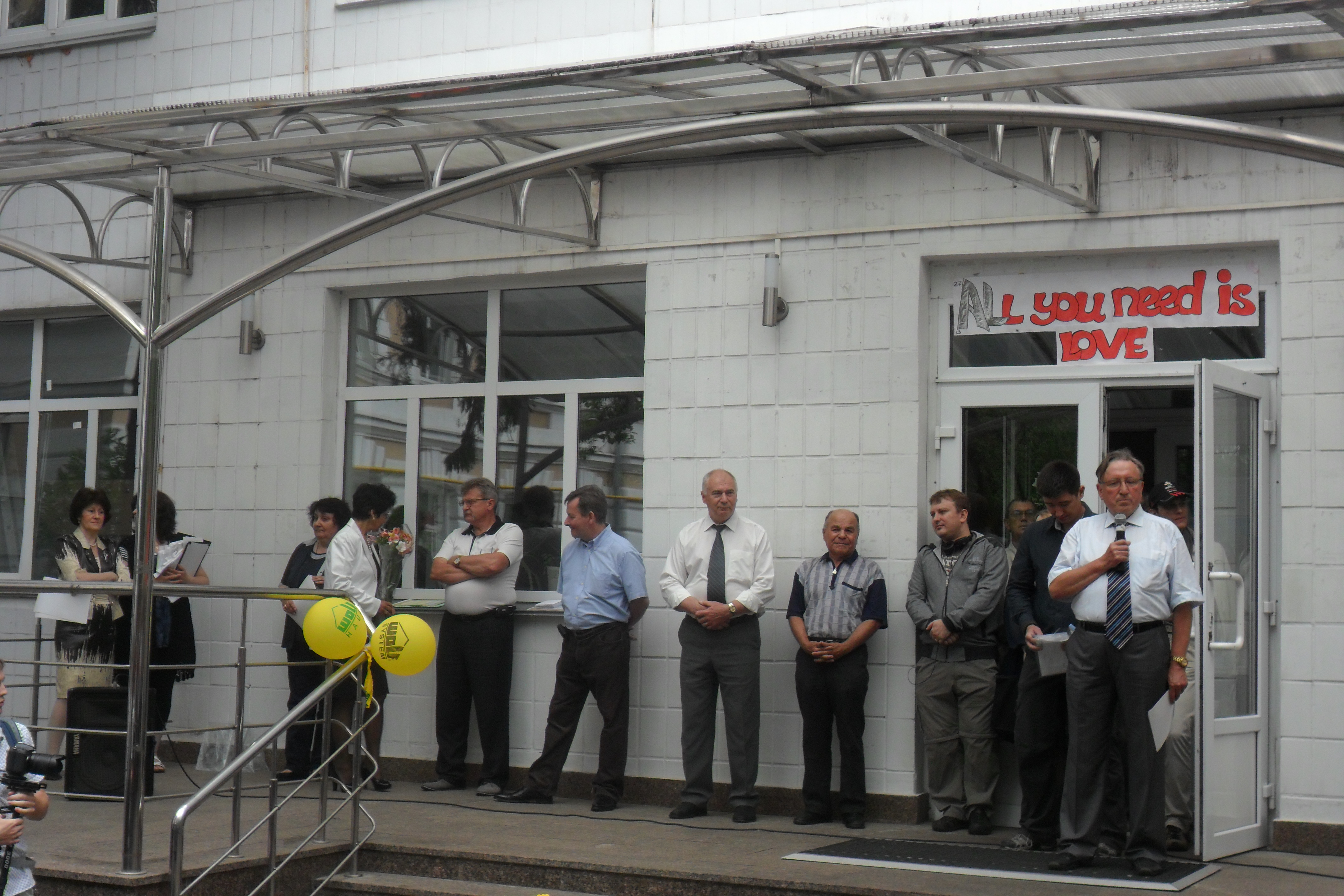
Деякі викладачі факультету на святкуванні Дня хіміка, 2013 рік; крайня зліва — професор Ольга Запорожець, у центрі — декан Юліан Воловенко, крайній справа — професор Микола Слободяник

На хімічному факультеті працюють 66  викладачів, з них 23 докторів хімічних наук, 43 кандидати наук, 19 професорів, 36 доцентів, 11 асистентів. Наукові дослідження, крім того, проводять понад 100 науковців, із них 14 докторів наук. Факультет є лідером із публікаційної активності. На хімічному факультеті працюють 3 члена-кореспонденти НАН України (Хиля В. П., Слободяник М. С.)  та Фрицький І. О.).

## Міжнародні зв'язки
Хімічний факультет підтримує наукові зв'язки з більше ніж 40 установами далекого та ближнього зарубіжжя, а також з більш ніж 20 ВНЗ України та науковими установами НАН України.
Факультет бере участь у міжнародних програмах та грантах. Завдяки їм кафедра аналітичної хімії має сучасне обладнання. На базі цієї кафедри проходять міжнародні семінари для хіміків-аналітиків.
З початку XXI століття хіміки Київського університету імені Тараса Шевченка співпрацюють з ОЗХЗ в рамках навчальної програми з підготовки фахівців з виявлення хімічної зброї.

## Декани
- професор Фішер П. З. (1934—1941)
- доцент Подорван Іларіон Михайлович (1944—1953)
- професор Шевченко Федір Данилович (1953—1958)
- професор П'ятницький Ігор Володимирович (1958—1960)
- академік АН УРСР Пилипенко Анатолій Терентійович (1960—1968)
- академік АН України Бабичев Федір Семенович (1968—1978)
- професор Починок Віктор Якович (1978—1982)
- професор Баталін Георгій Іванович (1982—1986)
- професор Сухан Василь Васильович (1986—1997)
- член-кореспондент НАН України Слободяник Микола Семенович (1997—2007)
- професор Воловенко Юліан Михайлович (з 2007)

## Структура
До складу факультету входять 5 кафедр, на яких 9 спеціалізацій.
| Кафедра                                                                                 | Рік заснування | Спеціалізації                                                         | Завідувач кафедри             |
| --------------------------------------------------------------------------------------- | -------------- | --------------------------------------------------------------------- | ----------------------------- |
| Кафедра органічної хімії [Архівовано 23 лютого 2014 у Wayback Machine.]                 | 1891 рік       | органічна хімія хімія природних сполук                                | Григоренко Олександр Олегович |
| Кафедра неорганічної хімії [Архівовано 28 березня 2016 у Wayback Machine.]              | 1894 рік       | неорганічна хімія екологічна хімія                                    | Лампека Ростислав Дмитрович   |
| Кафедра фізичної хімії [Архівовано 23 лютого 2014 у Wayback Machine.]                   | 1905 рік       | фізична хімія фізична хімія міжфазових явищ                           | Фрицький Ігор Олегович        |
| Кафедра аналітичної хімії [Архівовано 23 лютого 2014 у Wayback Machine.]                | 1933 рік       | аналітична хімія хімічний аналіз і менеджмент аналітичних лабораторій | Тананайко Оксана Юріївна      |
| Кафедра хімії високомолекулярних сполук [Архівовано 13 березня 2018 у Wayback Machine.] | 1963 рік       | хімія ВМС                                                             | Савченко Ірина Олександрівна  |

## Відбіркова комісія (Приймальна комісія)
Кожного року  під час вступної кампанії на факультеті працює відбіркова комісія.
Відбіркова комісія хімічного факультету є підрозділом Приймальної комісії КНУ.
Контакти: м. Київ, вул. Гетьмана Павла Скоропадського, 12 (Хімічний факультет)
У 2022 відбіркова комісія працює в період з 1.07 до 20.09.2022.
Ліцензійний обсяг набору в 2022 році становить 120 місць бакалаврів та 80 магістрів. Орієнтовна кількість місць державного замовлення 105 бакалаврів та 70 магістрів.
Необхідну інформацію щодо вступу можна одержати на інформаційних ресурсах:
Telegram-чаті: https://t.me/abit_chem_knu
Сайт для вступників хімічного факультету  http://vstup.chem.knu.ua/
Сайт для абітурієнтів  КНУ: http://vstup.knu.ua/ та загальний Телеграм чат https://t.me/knu_vstup

## Цікавинки, популяризація науки, "Лекторій для юних хіміків", електронна бібліотека
Співробітники факультету ведуть рубрику "Цікаві досліди". Полімерний сніг, еволюція органічних молекул до білків, філіжанка кави, природні індикатори тощо.
"Лекторій для юних хіміків"
Курс орієнтований на старшокласників, вступників та абітурієнтів, що проводиться наживо на хімічному факультеті. Зараз це курс в онлайн-форматі, що дозволяє долучитись до навчання не тільки мешканцям Києва та області, а й усім бажаючим з будь-якого куточка України та світу. До кола активних слухачів можуть долучатися не тільки школярі, а й батьки, вчителі, колеги. Слухачі щотижня ставали учасниками яскравих та пізнавальних дослідів, зазираючи за лаштунки хімічного життя.
Щороку курс збагачувався новими тематичними та науково-популярними лекціями з урахуванням сучасних трендів світової науки, міждисциплінарних наукових розробок, а кожне заняття супроводжувалось неодмінним для природничників експериментом - і на сьогоднішній день це близько 200 демонстраційних дослідів та 100 академічних годин лекцій та більше 350 цьогорічних слухачів.

## Наукові видання факультету
- Вісник Київського національного університету імені Тараса Шевченка. Серія Хімія
- French-Ukrainian Journal of Chemistry
- Методи та об'єкти хімічного аналізу